# Forbach
För andra betydelser, se Forbach (olika betydelser).
Forbach är en kommun i departementet Moselle i regionen Grand Est (tidigare regionen Lorraine) i nordöstra Frankrike. Kommunen ligger i kantonerna Forbach och Stiring-Wendel som tillhör arrondissementet Forbach. År 2022 hade Forbach 21 111 invånare. Forbach ligger alldeles i närheten av gränsen till Tyskland. Platsen har varit bebodd sedan 1000-talet, och benämndes då (av romarna) som Furpac eller Forbacum. Namnet Forbach kan möjligtvis härledas från germanska, då namnet beskrev platsen - Forst betyder skog, och Bach betyder bäck.

## Befolkningsutveckling
Antalet invånare i kommunen Forbach
| Referens: INSEE |